# العقاب الألماني للبولنديين الذين ساعدوا اليهود

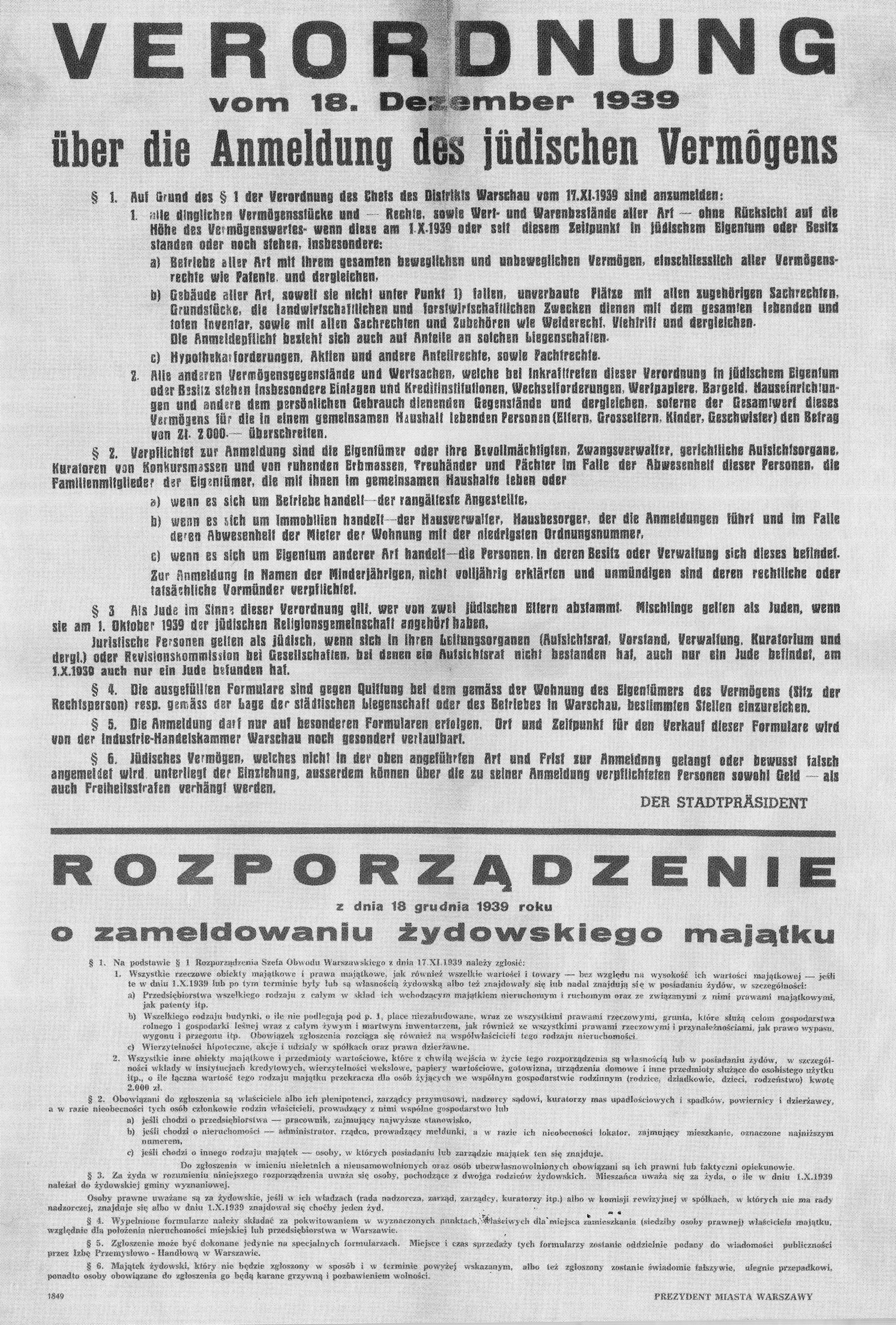
مرسوم من الحاكم الألماني لوارسو في 18 ديسمبر 1939 يأمر اليهود بتسليم ممتلكاتهم.

خلال الهولوكوست في بولندا 1939-1945، شنت سلطات الاحتلال الألماني إجراءات قمعية ضد المواطنين البولنديين غير اليهود الذين ساعدوا اليهود المضطهدين من قبل ألمانيا النازية.
نصت أوامر سلطات الاحتلال الألماني، ولا سيما مرسوم الحاكم العام هانز فرانك الصادر في 15 أكتوبر عام 1941، على عقوبة الإعدام لأي بولندي يؤوي يهوديًا أو يساعده بأي طريقة أخرى. في الممارسة العملية كانت مجموعة العقوبات المطبقة على الأشخاص الذين ساعدوا اليهود واسعة، بما في ذلك الغرامات ومصادرة الممتلكات والضرب والسجن والترحيل إلى معسكرات الاعتقال النازية وعقوبة الإعدام. ووفقًا لمبدأ المسؤولية الجماعية الذي طبقه الألمان، تعرضت عائلات أولئك الذين ساعدوا اليهود، وأحيانًا مجتمعات محلية بأكملها، للعقاب.
لم يُحدد بعد العدد الدقيق للبولنديين الذين أعدمهم الألمان لمساعدة اليهود. وتتراوح التقديرات بين عدة مئات إلى عدة آلاف من الأشخاص.

## السياسة الألمانية المعادية لليهود في بولندا المحتلة
في السنوات الأولى من الحرب العالمية الثانية، لم تكن السياسة الألمانية فيما يتعلق «بالمسألة اليهودية» في بولندا المحتلة متماسكة ومتسقة. ومع ذلك كان هدفها الأساسي هو عزل اليهود، ونهب ممتلكاتهم واستغلالهم من خلال السخرة، وفي المرحلة النهائية إبعادهم تمامًا عن الأرض الواقعة تحت سلطة الرايخ الثالث. جرى تبني خطة أولية للتعامل مع السكان اليهود في بولندا في 21 سبتمبر عام 1939، أي قبل نهاية حملة سبتمبر. في ذلك اليوم عُقد اجتماع في برلين بقيادة إس إس الغروبن فوهرر راينهارد هايدريش، حضره رؤساء الإدارات الرئيسية لمكتب شرطة الأمن العام وقائد الأينزاتسغروبن العاملة في بولندا. ثم تقرر أن جميع اليهود الذين يعيشون في الأراضي والتي كان من المقرر دمجها في الرايخ ستجري إعادة توطينهم في وسط بولندا. وكان من المقرر أن يسبق الترحيل الجماعي إبعاد السكان اليهود من المناطق الريفية وتركيزهم في المراكز الحضرية الأكبر. وفي المناطق المحتلة المتبقية كان القصد أيضًا إعادة توطين اليهود قسرًا في البلدات الأكبر، وخاصة تلك الواقعة بالقرب من خطوط السكك الحديدية. علاوة على ذلك، خلال الاجتماع، جرى تبني عدد من التوصيات، بما في ذلك إنشاء «مجالس الشيوخ اليهود»، وإجراء تعداد للسكان اليهود، بالإضافة إلى تمييز أماكنهم وأخذهم للقيام بأعمال السخرة.
جرى التأكيد على الحاجة إلى عزل اليهود عن بقية سكان بولندا المحتلة من خلال طلب معاملة الناس في الأراضي البولندية السابقة من وجهة نظر عنصرية وسياسية، وقد قدم مكتب السياسة العنصرية (إن إس دي إيه بّي) هذا الطلب في نوفمبر عام 1939. من بين أمور أخرى، كتب مؤلفوها أن «مهمة الإدارة الألمانية ستكون التفريق بين البولنديين واليهود وكسب معاداتهم لبعضهم البعض». وأدرجت التوصيات المتعلقة بتأجيج العداوات بين البولنديين واليهود والأقليات القومية الأخرى أيضًا في الطلب حول الموقف القانوني للسياسة الألمانية تجاه البولنديين من وجهة نظر وطنية وسياسية، الذي أُعد في يناير عام 1940 لأكاديمية القانون الألماني.
منذ الأيام الأولى للاحتلال عامل الألمان السكان اليهود بروح قوانين نورمبرغ العنصرية. منذ سبتمبر عام 1939 أصدرت سلطات الاحتلال على مختلف المستويات أوامر لليهود بارتداء شرائط خاصة أو علامات تعريف، بالإضافة إلى تمييز شققهم وأماكن عملهم. وعلى أراضي الحكومة العامة جرت المصادقة على هذه السياسة بموجب مرسوم الحاكم العام هانز فرانك الصادر في 23 نوفمبر عام 1939، والذي يطلب إلى جميع اليهود الذين تزيد أعمارهم عن عشر سنوات ارتداء شارات نجمة داود. وجرى تقديم وسم اليهود أيضًا في الأراضي التي دمجت في الرايخ، ولكن هذا كان عادةً على أساس تعليمات سرية، حيث قُدم القانون ذي الصلة في ألمانيا في خريف عام 1941. وفي الأشهر الأولى من الاحتلال فرضت جميع مدن الحكومة العامة ودولة فارتا (رايخسجاو فارتيلاند) تقريبًا قيودًا بعيدة المدى على حرية تنقل اليهود. واستخدمت تدابير مثل حظر التجول، وحظر مغادرة مكان الإقامة، وحظر استخدام وسائل النقل المختلفة لنفس الغاية. ووفقًا لمرسوم هانز فرانك في 26 يناير عام 1940 مُنع اليهود من السفر بالقطار. ومع مرور الوقت توسع هذا الحظر ليشمل وسائل النقل الأخرى. وفُرضت عقوبات جنائية صارمة، تصل إلى عقوبة الإعدام وتشملها على أولئك الذين ينتهكون هذه الأحكام. 
كما اتخذ الألمان إجراءات تهدف إلى إفقار اليهود واستبعادهم من الحياة الاقتصادية للبلد المحتل. وجرت مصادرة المؤسسات الصناعية والتجارية والخدمية التي يملكها اليهود بأعداد كبيرة. كما فرضت قيود واسعة النطاق في مجالات إنتاج الحرف اليدوية والتجارة الصغيرة وإدارة الممتلكات وتحويل الأموال. مثلما رافق فرض «الآرية» على الممتلكات اليهودية، المسموح بها قانونًا، نهب فردي («وحشي»). وقد فرضت مساهمات وضرائب خاصة على اليهود. وحُرم ممثلو نخبة المثقفين اليهود من حق ممارسة المهن الحرة وفُصلوا من العمل في المؤسسات العامة. وتضمن المرسوم الصادر عن هانز فرانك في 26 أكتوبر عام 1939 العمل القسري للسكان اليهود في الحكومة العامة. وبعد ذلك بعامين بدأ إدخال العمل القسري لليهود في المناطق التي دمجت في الرايخ، ولكن فقط من خلال المصادقة على حالة الأمور التي كانت موجودة هناك منذ الأشهر الأولى للاحتلال.
كانت المرحلة التالية من سياسة المحتل المعادية للسامية هي عزل السكان اليهود، وتبريرها رسميًا لأسباب اقتصادية أو صحية أو سياسية. كذريعة لعزل اليهود في المناطق المغلقة، من بين أمور أخرى، استخدم الألمان «مذبحة عيد الفصح» في مارس عام 1940، بترتيب من قبل القوميين البولنديين المتطرفين بإلهام ألماني. وتأسس أول غيتو يهودي في أكتوبر عام 1939 في بيوتركوف تريبونالسكي. وخلال الأشهر القليلة التالية جرى إنشاء العديد من الأحياء اليهودية في الحكومة العامة ودولة فارتا، بما في ذلك الحي اليهودي في لودو (فبراير 1940). وابتداءً من سبتمبر عام 1940 أصبحت عملية تقسيم الحي أكثر تنظيمًا. وفي أكتوبر من نفس العام تقرر إنشاء «حي يهودي في وارسو». وفي مارس عام 1941 تأسست الأحياء اليهودية في كراكوف ولوبلين. كانت عملية تأسيس الغيتو في حي رادوم التابع للحكومة العامة على أبعد تقدير في ديسمبر عام 1941. وبعد اندلاع الحرب الألمانية السوفيتية، نُظمت الأحياء اليهودية على الأراضي البولندية التي سبق ضمها الاتحاد السوفيتي. وترافق إنشاء مجتمعات يهودية مغلقة مع انخفاض تدريجي في عدد الأحياء اليهودية الأصغر. وكان من المقرر أيضًا أن يخدم تركيز وعزل السكان اليهود المشروع غير المحقق لإنشاء «محمية» كبيرة لليهود في منطقة لوبلين.